# Chlorochaeta leucospilata
Chlorochaeta leucospilata är en fjärilsart som beskrevs av Walker 1863. Chlorochaeta leucospilata ingår i släktet Chlorochaeta och familjen mätare. Inga underarter finns listade i Catalogue of Life.